# Feder (escrime)

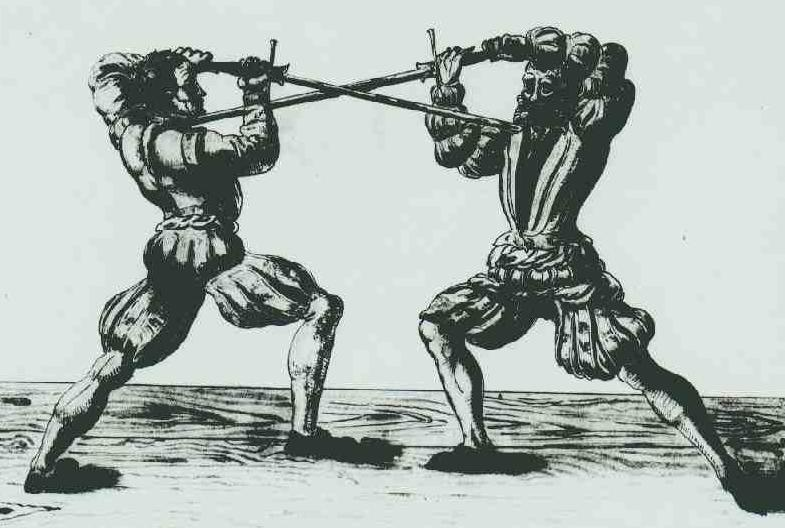
Federschwerter telle que présentée par Paulus Hector Mair dans le manuscrit de Vienne (autour de 1540)

La Feder (pluriel Federn ; aussi appelée Fechtfeder, dont le pluriel est Fechtfedern), est un type d'épée d'entraînement utilisée pour le  Fechtschulen (compétitions d'escrime) durant la Renaissance allemande.
Cette arme existe depuis le XVe siècle au moins, mais son usage en tant qu'arme d'entrainement ne s'est répandu qu'à partir du XVIe siècle, lorsque l'usage de l'épée longue a décliné au cours des duels au profit de la rapière.
La Feder apparait régulièrement dans les manuels de combat de l'époque, notamment dans ceux de Paulus Hector Mair et Joachim Meyer.
Elle est restée en usage au XVIIe siècle, et même sur une large portion du XVIIIe siècle.

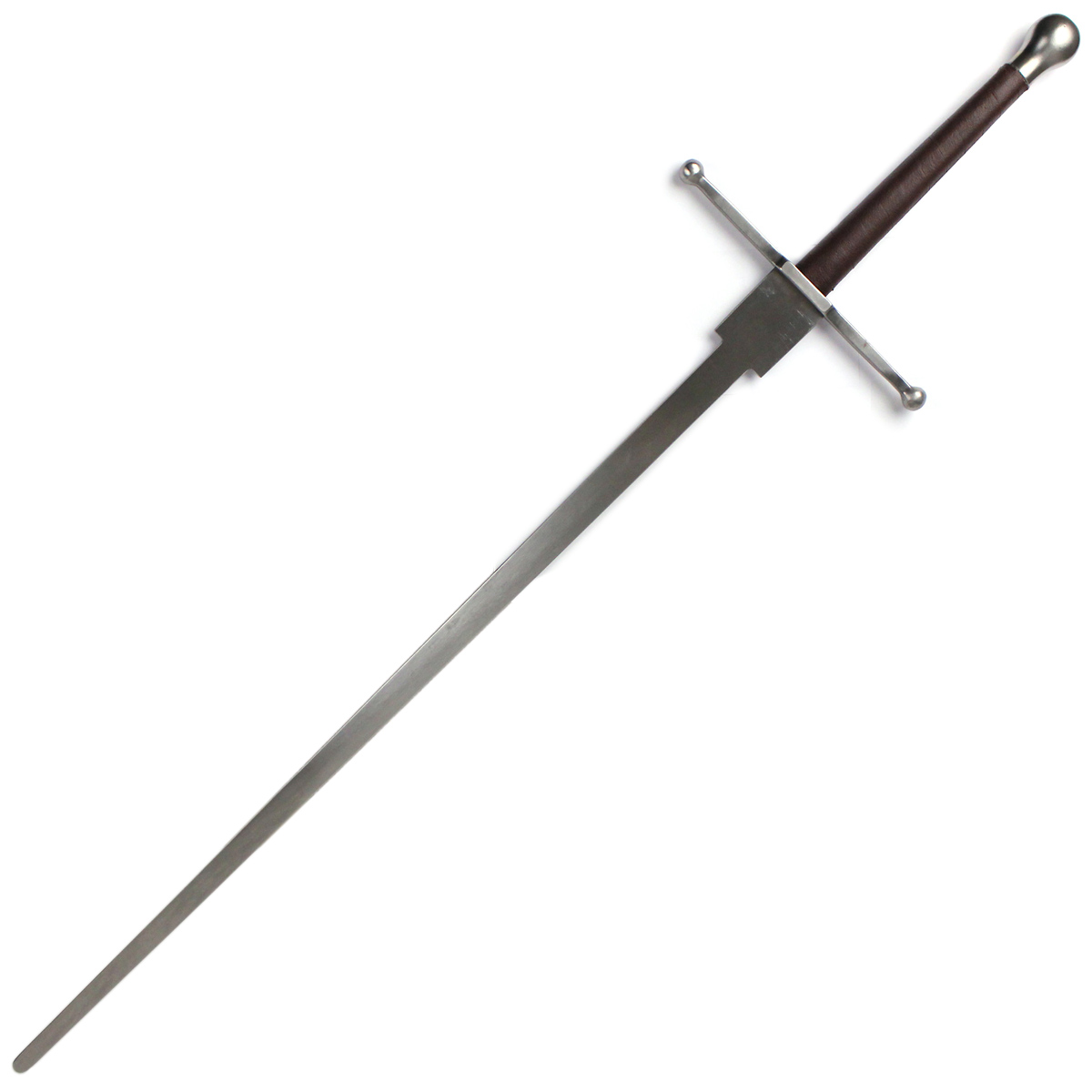
Réplique de Federschwert

L'origine du terme « Feder » pour ces épées est incertaine.
Le mot allemand Feder signifie « plume », mais il a aussi été utilisé pour désigner un ressort métallique à partir du XVIIe siècle (c'est-à-dire à l'époque même où est apparu le nom de l'arme d'escrime, dont le « ressort » pourrait tirer son nom allemand).
Le terme Fechtfeder semble être lié à l'arme utilisé par les Federfechter, littéralement les « escrimeurs à la plume », une guilde ou une fraternité d'escrimeurs formés en 1570 à Prague.
Il est possible que le terme Feder pour l'épée d'entrainement ait émergé à la fin du XVIe siècle, initialement utilisé pour tourner en dérision l'arme utilisée par les Federfechter (dont le nom a une origine différente : il provient de la plume utilisée pour leur emblème héraldique) par leurs rivaux, les Frères de Saint Marc, qui se seraient moqués des Federfechter en les décrivant comme des escrimeurs « combattant avec des plumes », par opposition à des armes « réelles » plus lourdes, ou bien comme des érudits supposés meilleurs à la plume (comme outil d'écriture) qu'au combat réel, reflétant par là les différences de professions entre les membres des deux guildes.
Johann Fischart, dans sa traduction modifiée de Gargantua (1575), compare déjà l'arme à une plume écrivant en lettres de sang.
L'appartition du terme Federschwert, pour désigner la même arme, est bien plus récente (elle date du début du XXe siècle).
L'épée est constituée d'une lame à tranchant épais mais mince (pour ne pas alourdir la lame), avec un large ricasso évasé (aussi appelé schilt), d'une poignée lourde et d'un pommeau.
Elle possède par conséquent un poids ainsi qu'un centre de masse identique à ceux d'une épée « réelle », et se manie de la même façon.
Cette construction particulière a pour effet de déplacer le centre de percussion de l'épée vers un point virtuel situé au-delà de la pointe de l'arme.
La pointe elle-même est aplatie, en forme de spatule, et pourrait avoir été recouverte d'une bande de cuir pour rendre l'assaut moins dangereux, encore qu'aucune preuve historique n'a été retrouvée à propos d'une telle pratique.
La production moderne des Fechtfedern a repris depuis les années 2000 pour les entrainements et les compétitions menés dans le contexte des arts martiaux historiques européens,.